# David Baramidze
David Baramidze (georgisch დავით ბარამიძე; * 27. September 1988 in Tiflis, Georgische SSR, Sowjetunion) ist ein deutscher Schach-Großmeister und Jugend-Vizeweltmeister.

## Leben

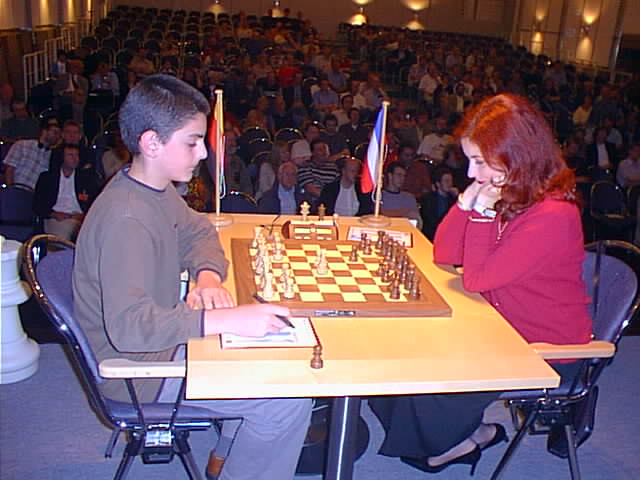
David Baramidze - Alisa Marić, 2002 in Dortmund

Baramidze übersiedelte 1998 mit seiner Familie – Eltern und zwei Schwestern – nach Deutschland, zunächst nach Hessen, später nach Thüringen und schließlich nach Dortmund. Hier wurde er vom Verein Dortmund-Brackel gefördert, trainiert wurde er zeitweise von Michael Bezold.
Bei den Dortmunder Schachtagen 2002 besiegte der 13-jährige David Baramidze in einem Wettkampf die Großmeisterin Alisa Marić mit 4,5 zu 3,5 Punkten. 2002 wurde er Vizemeister beim Großmeisterturnier in Rostock hinter Alexander Naumann und vor Uwe Bönsch. 2003 gewann er das Neckar-Open in Deizisau und wurde 2004 der bisher jüngste deutsche Schachgroßmeister.
Sein größter Erfolg war der zweite Platz in der Altersklasse U16 bei der Jugend-WM 2004 in Iraklio. Beim Schach-Weltpokal 2007 in Chanty-Mansijsk konnte er in der ersten Runde Nigel Short ausschalten, scheiterte in der zweiten Runde aber an Leinier Domínguez.

## Mannschaftsschach

### Nationalmannschaft
Im Juli 2004 wurde Baramidze in Belgrad mit der deutschen Jugendnationalmannschaft U18-Europameister. Er nahm mit der deutschen Nationalmannschaft an den Schacholympiaden 2008 in Dresden und 2014 in Tromsø, an der Mannschaftsweltmeisterschaft 2013 in Antalya und an den Mannschaftseuropameisterschaften 2007 in Iraklio und 2013 in Warschau teil.

### Vereine

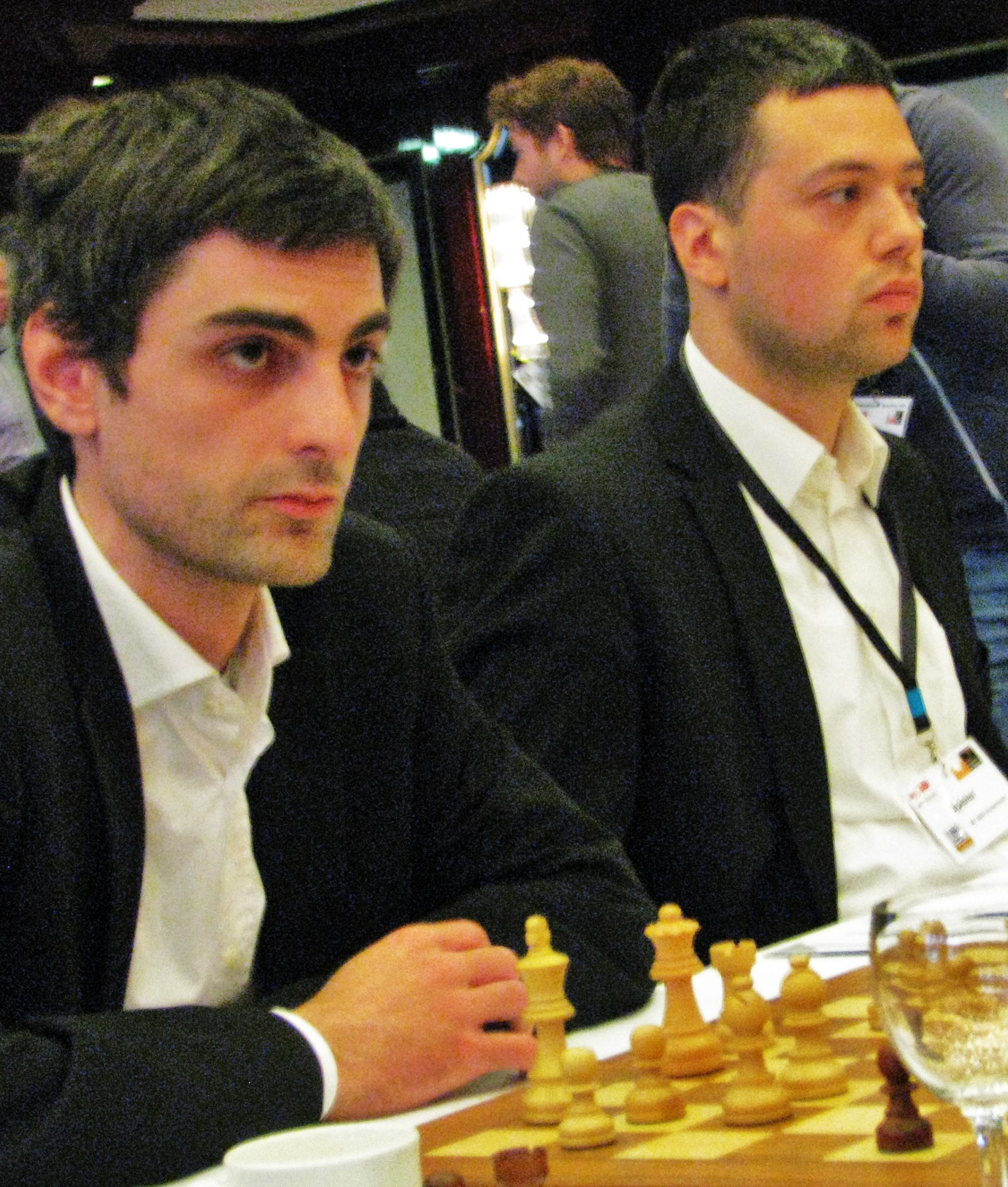
David Baramidze (li.) und Oleg Boguslawski für den SV 1930 Hockenheim bei der Bundesliga-Finalrunde 2017 in Berlin

Baramidze spielte in der Schachbundesliga in der Saison 2005/06 für die Solinger SG, von 2006 bis 2008 für den TSV Bindlach-Aktionär und von 2008 bis 2011 für Hamburger SK. Seit 2011 ist er für den SV Hockenheim im Einsatz. In der österreichischen 1. Bundesliga spielte er für den SK Hohenems, mit dem er 2014 Meister wurde und am European Club Cup 2008 teilnahm. In der niederländischen Meesterklasse spielte Baramidze von 2003 bis 2005 für Utrecht und von 2005 bis 2007 für den Schaakclub Groningen, mit dem er 2007 niederländischer Mannschaftsmeister wurde, in Belgien von 2003 bis 2005 für den KSK 47 Eynatten, mit dem er 2005 belgischer Mannschaftsmeister wurde und am European Club Cup 2004 teilnahm.